# 深裂粗叶悬钩子
深裂粗叶悬钩子（学名：Rubus alceifolius var. diversilobatus）为蔷薇科悬钩子属下的一个变种。

## 扩展阅读
- 維基物種上的相關：深裂粗叶悬钩子